# Ground Proximity Warning System
Il Ground Proximity Warning System (GPWS) è un sistema elettronico che avverte i piloti nel caso sussistano possibili situazioni di pericolo per l'aeromobile. La FAA statunitense ha definito il GPWS come un sistema atto a prevenire un'eventuale collisione dell'aeromobile contro il terreno o un ostacolo (CFIT) e l'ICAO ne ha raccomandato l'installazione sugli aerei nel 1979. La FAA classifica il GPWS come sistema TAWS (terrain awareness and warning system). Il termine TAWS è un termine generico che viene utilizzato dalla FAA per classificare tutti quei dispositivi che sono in grado di riconoscere eventuali situazioni di pericolo tra l'aeromobile e il suolo o un ostacolo.

## Sviluppo

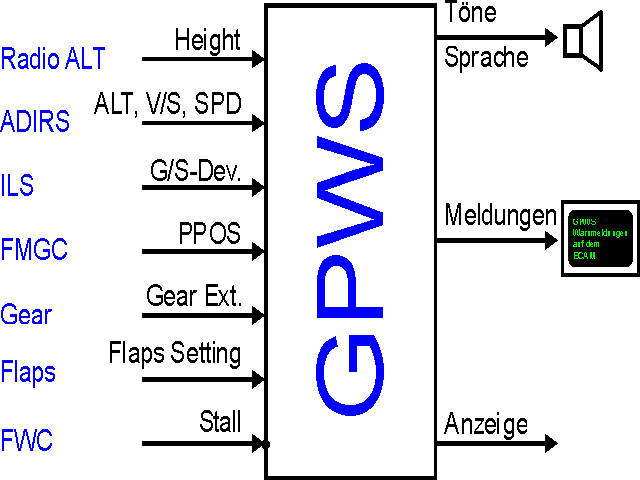
Schema del funzionamento di un GPWS

All'inizio degli anni '70 vennero intrapresi studi per valutare gli incidenti aerei causati da CFIT, nel quale un aeromobile, sotto il controllo del pilota, viene involontariamente fatto impattare col terreno, con il mare, sul dorso di una montagna oppure contro un ostacolo. I risultati di questi studi indicarono che molti di questi incidenti sarebbero potuti essere evitati se i piloti fossero stati avvertiti tempestivamente del pericolo.  Il GPWS venne sviluppato nella seconda metà degli anni '60 da un ingegnere canadese ma solo nel 1974 la FAA lo inserì nella TSO (Technical Standard Order) per i grandi aerei turbojet. Nel 1978 l'obbligo dell'installazione venne esteso anche a tutti i velivoli turbojet con più di 10 passeggeri. Nei primi anni quindi solo i turbojet erano obbligati a installare il GPWS poiché i velivoli turboelica avendo caratteristiche diverse dai jet erano considerati più maneggevoli e veloci nel cambiare l'assetto di volo per recuperare una situazione di emergenza. Successivi studi però analizzarono gli incidenti CFIT di velivoli turboelica e accertarono che anche per questo tipo di velivolo molti incidenti sarebbero potuti essere evitati con l'installazione del GPWS.
La massima funzionalità del sistema si aveva coniugando diversi fattori come: limitare i falsi allarmi e impostare il sistema affinché informasse i piloti del pericolo nel momento corretto. I primi sistemi GPWS non erano in grado di riconoscere tutte le situazioni di pericolo e negli anni '90 il GPWS si evolse in EGPWS (Enhanced Ground Proximity System) diventando sempre più preciso e funzionale. I vecchi GPWS, o più in generale i vecchi TAWS, potevano essere disabilitati oppure ignorati se l'aeroporto non era nel database e ciò comportava una falla nel sistema di sicurezza. Ne è un esempio l'incidente del velivolo presidenziale polacco, probabile CFIT, poiché malgrado il TAWS fosse attivo l'aeroporto nel quale stava atterrando, l'aeroporto non era nel database del sistema del GPWS installato nell'aeroplano.

## Funzionamento
Il GPWS mediante il radar altimetro controlla in tempo reale l'altitudine dell'aereo e un computer, ricevendo dati di altri sistemi inerenti l'assetto del velivolo, è in grado di rilevare la presenza di situazioni di pericolo. Le prime versioni del GPWS però non avevano un database con i dati relativi alla morfologia del terreno e se il sistema rilevava un pendio particolarmente ripido non era certo che i piloti avessero il tempo tecnico per cambiare rotta ed evitare la collisione. Negli EGPWS grazie all'implementazione della tecnologia satellitare e all'utilizzo di un particolare database il sistema può confrontare l'inviluppo di volo reale con il profilo del terreno davanti all'aereo andando a individuare preventivamente una situazione di pericolo e avvisando quindi i piloti con un margine di tempo sufficientemente adeguato.
Anche durante la fase dell'avvicinamento e dell'atterraggio l'EGPWS aiuta i piloti fornendo sempre una analisi costante dell'inviluppo di volo con la modalità Terrain Clearance Floor (TCF). Il GPWS invece, quando il carrello e i flap erano abbassati non visualizzava nessun avviso in quanto non poteva capire se il velivolo era in condizioni di pericolo.
Il GPWS ha diverse modalità di utilizzo:

### Modo 1
Nella modalità 1 il GPWS avvisa i piloti quando il rateo di discesa è troppo elevato. Più è alto il rateo di discesa prima il sistema notificherà ai piloti l'allarme. Il messaggio per i piloti sarà: "Sink rate, pull up" 

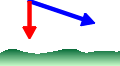
Funzionamento "Modo 1". La freccia rossa indica la traiettoria del velivolo mentre quella blu quella calcolata dal GPWS per evitare la collisione con il terreno

### Modo 2
Il GPWS calcola la traiettoria del velivolo e la confronta con i dati del terreno per verificare la presenza di situazioni a rischio. La frase che riceveranno i piloti sarà: "Terrain, pull up" 

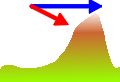
Funzionamento "Modo 2". La freccia rossa indica la traiettoria del velivolo mentre quella blu quella calcolata dal GPWS per evitare la collisione con il terreno

### Modo 3
Il GPWS riconosce se dopo il decollo il velivolo invece di continuare la salita ha perso quota rischiando un impatto con il terreno avvisando i piloti con il messaggio: "Don't sink"

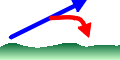
Funzionamento "Modo 3". La freccia rossa indica la traiettoria del velivolo mentre quella blu quella calcolata dal GPWS per evitare la collisione con il terreno

### Modo 4
Il GPWS avverte i piloti se il loro inviluppo di volo non è compatibile con la configurazione di volo oppure la velocità. Il messaggio ai piloti è: "Too low, terrain/Too low, gear/Too low, flaps"

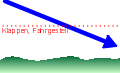
Funzionamento "Modo 4"

### Modo 5
Il GPWS controlla l'inviluppo di volo rispetto al glideslope. Se il velivolo si trova al di sotto della traiettoria ottimale i piloti vengono avvisati con il messaggio "Glideslope".

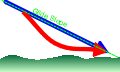
Funzionamento "Modo 5". La freccia rossa indica la traiettoria del velivolo mentre quella blu il glideslope

## Conseguenze
L'introduzione del GPWS ha permesso di limitare il numero di incidenti CFIT fatali. Si è passati da 3,5 incidenti all'anno a 2 nella metà degli anni 1970. Un rapporto del 2006 indica che dal 1974, anno dell'inserimento del GPWS nella TSO, al 2006 nello spazio aereo statunitense non si era verificato nessun incidente CFIT che coinvolgesse un grande jet.

## Avvisi forniti dal GPWS/EGPWS
- "Sink Rate" "Pull up": quota eccessivamente bassa, traiettoria di collisione con il terreno
- "Terrain" "Pull up": eccessiva vicinanza del terreno, traiettoria di collisione con il terreno
- "Glideslope": durante l'avvicinamento alla pista prima dell'atterraggio, si sta scendendo sotto la traiettoria ottimale calcolata dall'ILS
- "Caution Terrain": fare attenzione, prossimità al terreno
- "Too low" "Speed": velocità eccessivamente bassa e rischio di stallo imminente
- "Too low flap": si sta atterrando senza aver esteso correttamente i flap
- "Too low terrain": inviluppo di volo non compatibile con la configurazione di volo
- "Bank angle": angolo di virata eccessivo
- "Don't sink": quota eccessivamente bassa dopo il decollo o riattaccata
- "Wind shear": pericolo wind shear
- "Landing gear\Too low gear": carrello non esteso

### In atterraggio
Il GPWS avvisa anche la distanza dal terreno in fase di atterraggio con:
- "Twenty-Five Hundred": Ci si trova a 2500 piedi al livello del terreno
- "Two Thousand": Ci si trova a 2000 piedi al livello del terreno
- "Fifteen Hundred": Ci si trova a 1500 piedi al livello del terreno
- "One Thousand": Ci si trova a 1000 piedi al livello del terreno
- "Five Hundred": Ci si trova a 500 piedi al livello del terreno
- "Four Hundred" Ci si trova a 400 piedi al livello del terreno
- "Approaching minimums": Ci si trova 100 piedi sopra l'altezza di decisione
- "Three Hundred" Ci si trova a 300 piedi al livello del terreno
- "Minimums": È stata raggiunta l'altezza di decisione
- "Two Hundred": Ci si trova a 200 piedi al livello del terreno
- "One Hundred": Ci si trova a 100 piedi al livello del suolo, indica di disattivare l'Autothrottle
- "Fifty": Ci si trova a 50 piedi al livello del terreno
- "Forty": Ci si trova a 40 piedi al livello del terreno
- "Thirty": Ci si trova a 30 piedi al livello del terreno
- "Twenty": Ci si trova a 20 piedi al livello del terreno
- "Ten": Ci si trova a 10 piedi al livello del terreno
- "Retard": Indica di posizionare la manetta al minimo